# 麥克萊恩 (內布拉斯加州)
麥克萊恩（英語：McLean）是位於美國內布拉斯加州皮爾斯縣的村。

## 人口
根據2020年美國人口普查的數據，麥克萊恩的面積為0.25平方千米，皆為陸地。當地共有人口33人，而人口密度為每平方千米132人。